# Фојени (Сату Маре)
Фојени (рум. Foieni) насеље је у Румунији у округу Сату Маре. Oпштина се налази на надморској висини од 125 m.

## Становништво
Према подацима из 2002. године у насељу је живело 1882 становника.

### Попис2002.
| Расподела становништва по националности 2002.‍ | Расподела становништва по националности 2002.‍ | Расподела становништва по националности 2002.‍ | Расподела становништва по националности 2002.‍ | Расподела становништва по националности 2002.‍ |
| --------------------------------------------- | --------------------------------------------- | --------------------------------------------- | --------------------------------------------- | --------------------------------------------- |
|                                               |                                               |                                               |                                               |                                               |
| Румуни                                        | Румуни                                        |                                               | 53                                            | 2,8%                                          |
| Мађари                                        | Мађари                                        |                                               | 1.045                                         | 55,6%                                         |
| Немци                                         | Немци                                         |                                               | 783                                           | 41,6%                                         |